# إدغار والاس

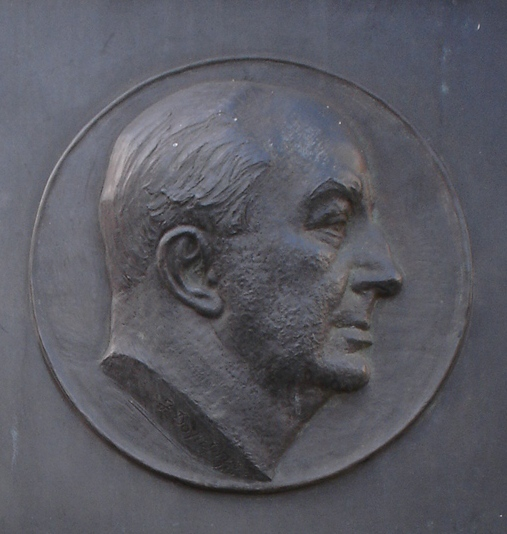
إدغار والاس

إدغار والاس (بالإنجليزية: Edgar Wallace) صحفي وروائي إنجليزي، عرف بكتاباته ذات الطابع الإجرامي.
ولد والاس في غرينتش، وترعرع كشاب فقير بعد أن تخلى عنه أهله في طفولته. مارس مهنة الصحافة عام 1899، مراسلا حربيًا في جنوب أفريقيا خلال حرب البوير الثانية. ونجح بوصفه روائيًا في عام 1906، عندما أصدر رواية تميزت بطابع المغامرة تُسمى ساندرز أبو النهر(1911م)، وهي عن حي في إفريقيا، وتعد هذه القصة الأولى في سلسلة القصص التي تقع أحداثها في إفريقيا. كذلك كتب والاس عدة مسرحيات ناجحة، منها في الحال (1930).

## روابط خارجية
- إدغار والاس على موقع IMDb (الإنجليزية)
- إدغار والاس على موقع الموسوعة البريطانية (الإنجليزية)
- إدغار والاس على موقع ألو سيني (الفرنسية)
- إدغار والاس على موقع ميوزك برينز (الإنجليزية)
- إدغار والاس على موقع أول موفي (الإنجليزية)
- إدغار والاس على موقع قاعدة بيانات برودواي على الإنترنت (الإنجليزية)
- إدغار والاس على موقع قاعدة بيانات الأفلام السويدية (السويدية)
- إدغار والاس على موقع إن إن دي بي (الإنجليزية)
- إدغار والاس على موقع ديسكوغز (الإنجليزية)
- إدغار والاس على موقع قاعدة بيانات الفيلم (الإنجليزية)